# Courtney William Fladgate
Courtney William Fladgate, britanski general, * 1890, † 1958.